# Rusko-ukrajinska mirovna pogajanja (2022)
Rusko-ukrajinska mirovna pogajanja leta 2022 v zvezi z rusko invazijo na Ukrajino so potekala v ponedeljek, 28. februarja, četrtek, 3. marca in ponedeljek, 7. marca 2022, na ukrajinsko - beloruski meji na neznani lokaciji v regiji Gomel.

## Ozadje
Ruski predsednik Vladimir Putin je 24. februarja 2022 napovedal »posebno vojaško operacijo« v vzhodni Ukrajini. Kmalu zatem so ruske sile prestopile ukrajinsko mejo in se začele boriti proti ukrajinskim vojakom.
Med pogovorom ukrajinskega predsednika Volodimirja Zelenskega in beloruskega predsednika Aleksandra Lukašenka  je bilo 27. februarja dogovorjeno, da se bo ukrajinska delegacija brez predpogojev srečala z rusko delegacijo na beloruski meji blizu reke Pripet. Poročali so, da je Lukašenko Zelenskemu zagotovil, da bodo vsa letala, helikopterji in rakete na beloruskem ozemlju med pogajanji ostala na tleh.

## Pogajanja

### Prvi krog (28. februar)
Prvi krog pogovorov se je začel 28. februarja blizu beloruske meje. Iz urada ukrajinskega predsednika so sporočili, da sta glavna cilja takojšnja prekinitev ognja in umik ruskih vojakov iz Ukrajine. Pogajanje se je sklenilo brez takojšnjih dogovorov.

### Drugi krog (3. marec)
3. marca se je začel drugi krog mirovnih pogajanj. Obe strani sta se strinjali z odprtjem humanitarnih koridorjev za evakuacijo civilistov. Zahteve Rusije so bile ukrajinsko priznanje Krima, ki ga je okupirala Rusija, neodvisnost Luganska in Donecka, ki sta jih nadzirali seperatisti, ter »demilitarizacija« in »denacifikacija«. Ukrajinski zunanji minister Dmitro Kuleba je izjavil, da je njegova država pripravljena na nadaljevanje pogovorov, vendar se zahteve Rusije niso spremenile.

### Tretji krog (7. marec)
Tretji krog pogajanj se je začel 7. marca sredi nenehnih spopadov in bombardiranja. Čeprav dogovor še ni bil dosežen, je ukrajinski pogajalec in predsednikov svetovalec Mihajlo Podoljak tvitnil, da je bilo storjenih »nekaj majhnih pozitivnih premikov glede logistike humanitarnih koridorjev«.